# Euneomys fossor
Euneomys fossor és una espècie de mamífer rosegador de la família dels cricètids. És endèmic de la província argentina de Salta. No se sap gaire cosa sobre el seu hàbitat i la seva història natural. Es desconeix si hi ha cap amenaça significativa per a la supervivència d'aquesta espècie. El seu nom específic, fossor, significa ‘excavador’ en llatí.